# Eric Andre
Eric Samuel Andre (født 4. april 1983 i Boca Raton, Florida) er en amerikansk skuespiller, komiker og tv-vært. Han er skaber, vært og medforfatter af The Eric Andre Show på Adult Swim og spillede Mike i FXX tv-serien Man Seeking Woman.

## Opvækst
Andre blev født i Boca Raton, Florida, som søn af en afro-haitiansk far, der er psykiater, og en amerikansk jødisk mor. Han beskriver sig som både sort og jødisk. Efter sin eksamen fra Dreyfoos School of the Arts i West Palm Beach, Florida i 2001 har Andre studeret på Berklee College of Music i Boston, Massachusetts, hvor han spillede bas, og han afsluttede studierne i 2005 med en bachelor-grad.

## Karriere
Andre er skaber af og vært for The Eric Andre Show, en parodi på et ukommercielt talkshow på Cartoon Networks natlige programblok Adult Swim. Showet indeholder fjollerier, chokerende humor, sketches og interviews med kendte.
Andre spillede rollen som Mark i den kortlivede ABC-komedieserie Don't Trust the B---- in Apartment 23 og medvirkede i 2 Broke Girls som Deke, som Max var forelsket i.
Andre spillede Mike i FXX-komedieserien Man Seeking Woman, som havde premiere i 2015. Den tredje og sidste sæson, der består af ti episoder, blev sendt i begyndelsen af 2017. Han lægger stemme til Luci i Netflix-animationsserien Skepsis.

## Privatliv
Andre beskriver sig som ateist.
I 2016 begyndte han at komme sammen med skuespillerinden Rosario Dawson, og i november 2017 gik parret hver til sit.
Andre praktiserer Transcendental Meditation.

## Filmografi

### Film
| År   | Titel                              | Rolle                              | Noter          |
| ---- | ---------------------------------- | ---------------------------------- | -------------- |
| 2009 | The Invention                      | Mand nr. 4                         |                |
| 2010 | The Awkward Comedy Show            | Sig selv                           | Comedy Special |
| 2010 | Thin Skin                          | Passager                           | Kortfilm       |
| 2012 | Should've Been Romeo               | Buzz                               |                |
| 2013 | The Internship                     | Sid                                |                |
| 2015 | Flock of Dudes                     | Mook                               |                |
| 2016 | Popstar: Never Stop Never Stopping | CMZ-reporter med dreadlock-frisure |                |
| 2017 | Rough Night                        | Jake                               |                |
| 2019 | The Lion King                      | Azizi (stemme)                     |                |

### Tv-serier
| År           | Titel                                              | Rolle                  | Noter                                                                      |
| ------------ | -------------------------------------------------- | ---------------------- | -------------------------------------------------------------------------- |
| 2009         | Curb Your Enthusiasm                               | Set P.A.               | 2 episoder                                                                 |
| 2010         | The Big Bang Theory                                | Joey                   | Episode: "The 21-Second Excitation"                                        |
| 2011         | Zeke and Luther                                    | Zorn                   | Episode: "Skate Troopers"                                                  |
| 2011         | Hot in Cleveland                                   | Jeff                   | Episode: "Elka's Wedding"                                                  |
| 2011         | Fact Checkers Unit                                 | Mirage                 | Episode: "Excessive Gass"                                                  |
| 2011         | Level Up                                           | Max Ross               | Tv-film                                                                    |
| 2012–2013    | Don't Trust the B---- in Apartment 23              | Mark Reynolds          | 22 episoder                                                                |
| 2012–present | The Eric Andre Show                                | Sig selv               | Skaber, vært, medforfatter                                                 |
| 2013–2014    | 2 Broke Girls                                      | Deacon "Deke" Bromberg | 8 episoder                                                                 |
| 2014         | Lucas Bros. Moving Co.                             | Forskellige figurer    | Stemme 2 episoder                                                          |
| 2014         | Comedy Bang! Bang!                                 | Sig selv               | Episode: "Eric Andre Wears a Cat Collage Shirt & Sneakers"                 |
| 2015         | Robot Chicken                                      | Forskellige figurer    | Episode: "Zero Vegetables"                                                 |
| 2015–2017    | Man Seeking Woman                                  | Mike                   | 30 episoder                                                                |
| 2016         | Animals.                                           | Alex                   | Stemme Episode: "Cats"                                                     |
| 2016         | American Dad!                                      | Vagabonden             | Stemme Episode: "Stan Smith Is Keanu Reeves as Stanny Utah in Point Break" |
| 2017         | Michael Bolton's Big, Sexy Valentine's Day Special | Baby-bueskytte         | Variety special                                                            |
| 2018         | Mostly 4 Millennials                               | Executive producer     |                                                                            |
| 2018         | Disenchantment                                     | Luci / Pendergrast     | Stemme                                                                     |

### Web
| År   | Titel                    | Rolle       | Noter                                                                |
| ---- | ------------------------ | ----------- | -------------------------------------------------------------------- |
| 2010 | Laugh Track Mash-Ups     | Parker Leon | Episode: "At Your Sir-vice"                                          |
| 2013 | Getting Doug with High   | Sig selv    | Episode #5                                                           |
| 2013 | The ArScheerio Paul Show | Flavor Flav | Episode: "Vanilla Ice & Flavor Flav"                                 |
| 2016 | Hot Ones                 | Sig selv    | Episode: "Eric Andre Turns Into Tay Zonday While Eating Spicy Wings" |